# Phylliini
A Phylliini a rovarok (Insecta) osztályának a botsáskák (Phasmatodea) rendjébe, ezen belül a vándorló levelek (Phylliidae) családjába és a Phylliinae alcsaládjába tartozó nemzetség.

## Rendszerezés
A nemzetségbe az alábbi nemek és fajok tartoznak:
- Chitoniscus
- Microphyllium
  - Microphyllium spinithorax
- Phyllium